# Typhlocyba shawneeana
Typhlocyba shawneeana är en insektsart som beskrevs av Knull 1945. Typhlocyba shawneeana ingår i släktet Typhlocyba och familjen dvärgstritar. Inga underarter finns listade i Catalogue of Life.